# Бахарев, Анатолий Михайлович
Анатолий Михайлович Бахарев (1918—1979) — советский астроном, первооткрыватель кометы Бахарева — Макферлана — Кринке.
Родился 24 декабря 1918 года в Петрограде.
В школе увлёкся астрономией.
В 1936 году по приглашению профессора В. П. Цесевича переехал в Душанбе и поступил в Таджикскую астрономическую обсерваторию (будущий Институт астрофизики). Там проработал более 40 лет.
14 июля 1955 года открыл новую комету, названную кометой Бахарева — Макферлана — Кринке (C/1955 N1 Bakharev-Macfarlane-Krienke). Независимо от него, комету открыли двое американских астрономов-любителей, однако, Бахарев открыл комету на 13 часов раньше, чем Макферлан и Кринке, поэтому именно он является первооткрывателем.
Соавтор метода визуальной оценки блеска комет (Метод Бахарева-Бобровникова-Всехсвятского).
Умер 16 ноября 1979 г. после длительной тяжёлой болезни.
В честь астронома назван астероид (4011) Бахарев (Bakharev).de:(4011) Bakharev